# Etenol
L'etenol, també conegut com a alcohol de vinil, alcohol vinílic, hidroxietè o hidroxietilè, és un alcohol amb la fórmula química C₂H₃OH (H₂C=CHOH) i nombre CAS 557-75-5. En condicions normals, tautomeritza en acetaldehid. Per aquesta inestabilitat, l'alcohol de polivinil termoplàstic (PVA o PVOH), que seria un derivat d'aquest monòmer, es fabrica de manera indirecta mitjançant la polimerització d'acetat de vinil, seguida de la hidròlisi dels enllaços èster.
El 2001 els astrònoms A. J. Apponi i Barry Turner descobriren alcohol de vinil en el núvol molecular Sagittarius B gràcies al radiotelescopi de 12 metres de la National Science Foundation a l'Observatori Nacional Kitt Peak.